# Stempel (præg)
 For alternative betydninger, se Stempel. (Se også artikler, som begynder med Stempel)
Et stempel er enten et værktøj som bruges til at mærke noget med blæk eller andet pigment, eller betegnelsen for et sådant mærke. Stempler kan anvendes kunstnerisk, som for eksempel i scrapbooking eller letterboxing, eller professionelt når man ønsker at kunne genskabe et mindre trykt billede eller tekst med samme udseende hver gang. Salget af stempler har været nedadgående de sidste årtier, grunden den teknologiske udvikling. I Danmark findes der dog stadig stempelfabrikker, som producerer de færdige stempler selv. Landets ældste stempel fabrik er over 100 år gammel . 
Mulighederne for hvilke typer og designs af stempeltryk det igennem tiden har været mulig at lave har rykket sig. Et godt eksempel herpå kan man se på Århus Universitets websted .

## Typer af stempler
Et entrestempel bruges på for eksempel en natklub til at mærke de gæster som har betalt entre. Et poststempel bruges til breve for enten at indikere at portoen er betalt, eller for at forhindre genanvendelse af frimærket.